# Christen Press
Christen Annemarie Press, née le 29 décembre 1988 à Los Angeles, est une footballeuse internationale américaine évoluant au poste d'attaquante. Elle joue  pour l'équipe des États-Unis.
En 2019, elle co-fonde la marque engagée re--inc avec ses coéquipières Megan Rapinoe, Tobin Heath et Meghan Klingenberg et, depuis 2024, coanime le podcast The RE—CAP Show avec Tobin Heath.

## Biographie
Née à Los Angeles de Cody et Stacy Press, Christen a grandi dans la banlieue de Palos Verdes avec ses deux sœurs, Channing et Tyler.
Press a commencé à jouer au football à l'âge de cinq ans.
Elle joue en Suède pour le club de Tyresö FF de 2013 à 2014.
Elle fait partie des 23 joueuses américaines participant aux Coupes du Monde de 2015 et 2019 . Elle marque un but lors de la phase de poules de la Coupe du monde 2015 et les États-Unis remportent la compétition. Elle marque également un but lors de la demi-finale de la Coupe du monde 2019 face à l’Angleterre.
Le 23 août 2021, Christen Press est la première joueuse à signer pour le club de Los Angeles Angel City FC.
Elle s'engage sur l'égalité homme femme comme ses coéquipières de l'équipe américaine de football.

### Dans la culture populaire
Press apparait dans plusieurs publicités pour la marque Nike.
En mai 2015, elle apparait dans la série animée Les Simpsons aux côtés de ses coéquipières Alex Morgan et Abby Wambach. La même année, elle apparait dans le court-métrage An Equal Paying Field.
Depuis 2016, il est possible de contrôler la joueuse Christen Press dans les jeux vidéos FIFA puis dans FC 24 de EA Sports.
À la suite de la victoire de l'équipe nationale américaine lors de la Coupe du Monde 2015, Press et ses coéquipières ont été la première équipe de sport féminine à être honorée par une Ticker-tape parade à New-York. Chaque joueuse a reçu une clé de la ville par le Maire Bill de Blasio. En octobre de la même année, l'équipe fut invitée par le Président Barack Obama à la Maison Blanche.

### Vie privée
Christen Press est en couple avec sa coéquipière en équipe nationale Tobin Heath.

## Palmarès

### États-Unis
- 155 sélections et 64 buts avec l'équipe des États-Unis depuis l'année 2013
- Vainqueur du Championnat féminin de la CONCACAF en 2014 et en 2018
- Vainqueur du Tournoi pré-olympique de la CONCACAF en 2016 et 2020
- Vainqueur de la Coupe du monde féminine de football en 2015 et 2019
- Vainqueur de l'Algarve Cup en 2013 et 2015
- Vainqueur de la SheBelieves Cup en 2016, 2018, 2020 et 2021
- Vainqueur du Tournoi des Nations en 2018

### Kopparbergs/Göteborg FC
- Vainqueur de la Coupe de Suède en 2012 avec Kopparbergs/Göteborg FC

## Distinctions personnelles
- Trophée Hermann : 2010
- Pac-10 Conference Player of the Year : 2010
- Soccer America Player of the Year : 2010
- WPS Rookie of the Year : 2011
- GT Kristallkulan : 2012
- Damallsvenskan Golden Boot : 2013
- NWSL Best XI : 2015, 2016, 2017, 2019
- Joueuse du mois en NWSL : avril 2015, août 2019
- Joueuse du mois en Damallsvenskan : avril 2018
- CONCACAF Women's Olympic Qualifying Tournament Golden Ball : 2020
- Equipe type de la CONCACAF Women's Olympic Qualifying Tournament : 2020